# (5015) Litke
(5015) Litke es un asteroide perteneciente al cinturón de asteroides descubierto por la astrónoma Tamara Smirnova desde el Observatorio Astrofísico de Crimea el 1 de noviembre de 1975. 

## Designación y nombre
Designado provisionalmente como 1985 YR. Fue nombrado Litke en honor a Fiódor Litke, geógrafo e investigador ruso, especialmente de las regiones árticas. Además, fue científico y presidente de la Gran Academia de las Ciencias de San Petersburgo desde el año 1864 hasta 1882. 

## Características orbitales
Litke está situado a una distancia media de 2,174 ua, pudiendo acercarse un máximo de 2,447 ua y acercarse un máximo de 1,902 ua. Tiene una excentricidad de 0,125. 

## Características físicas
Este asteroide tiene una magnitud absoluta de 14,0. Tiene un diámetro de 4,142 km y su albedo se estima en 0,253.